# Rottofreddói csata
A rottofreddói csatát 1746. augusztus 12-én vívták az osztrák örökösödési háború alatt. Ennek során a Maillebois márki vezette francia csapatok vereséget mértek egy kisebb osztrák kontingensre, melyet Botta d'Adorno vezetett.

## Fordítás
- Ez a szócikk részben vagy egészben  a   Battaglia di Rottofreddo című olasz Wikipédia-szócikk fordításán alapul.  Az eredeti cikk szerkesztőit annak laptörténete sorolja fel. Ez a jelzés csupán a megfogalmazás eredetét és a szerzői jogokat jelzi, nem szolgál a cikkben szereplő információk forrásmegjelöléseként.